# Gero II
Gero II, né vers 975 et mort le 1er septembre 1015 à Krosno, est un comte en Saxe qui fut margrave de la marche de l'Est saxonne de 993 jusqu'à sa mort. Pendant la guerre germano-polonaise, à partir de 1002, la partie orientale de son domaine a été occupée par les forces de Boleslas Ier de Pologne.

## Biographie
Gero est le seul fils de Thietmar, margrave de Misnie, et de son épouse Schwanehilde (Suanichilde, Suanhild) de Billung, fille du duc Hermann Ier de Saxe. Il était sans doute le petit-fils du comte Christian et de Hidda, la sœur du margrave Gero le Grand dont il portait le nom, et le neveu de l'archevêque Géron de Cologne. Gero II était le frère utérin des margraves Hermann Ier et Ekkehard II de Misnie.

Les marches à l'est du duché de Saxe, vers 1000.

Au cours de la période qui suit le décès de Gero le Grand en 965, sa vaste marca Geronis à l'est de l'Elbe et de la Saale a été découpée. Thietmar, son neveu, a reçu la marche de Misnie en 976, lorsque la marche de l'Est saxonne (la future marche de Lusace) fut attribuée au margrave Odo Ier. Les territoires de la marche du Nord furent perdus à la suite d'une révolte des Lutici, une fédération de tribus slaves (« Wendes »), en 983.
Mineur à la mort de son père en 978, Gero II hérite des comtés en Ostphalie et les régions slaves avoisinantes où il parvient à accroître ses possessions ; néanmoins, il doit accepter que la marche de Misnie passe à Gunther de Mersebourg puis aux margraves Rikdag et Ekkehard Ier. C'est seulement en 993, qu'il peut succéder à Odo Ier, qui était probablement son parent, à la tête de la marche de l’Est saxonne, avec le titre de margrave. 
Dans les premières années, Gero reste fidèlement attaché à la dynastie des Ottoniens. Il est un confident de l'empereur Otton III et appuie la politique de renovatio imperii. Il joue un rôle important dans la préparation du congrès de Gniezno en 1000 ;  pendant longtemps, il a gardé de bonnes relations avec le duc Boleslas Ier de Pologne, souverain des territoires au-delà de la frontière orientale de son margraviat.
Lorsque la guerre germano-polonaise entre le nouveau roi Henri II et Boleslas éclate en 1002, il reste à l'arrière-plan. Ceci signifie qu'une grande partie de sa marche fut occupée par les forces polonaises et fut le théâtre de nombreux conflits armés. La relation entre le margrave et son suzerain s'est détériorée et Gero a finalement été contraint d'intervenir militairement. À la tête des chevaliers impériales, il a été tué au cours d’une bataille contre l'armée polonaise de Boleslas près de Krosno sur l'Oder. Il a été inhumé dans le monastère qui avait été fondé par sa famille à Nienburg sur la Saale. 

## Mariage et descendance
Gero II s'est marié à Adélaïde, d'origine inconnue. Il a laissé un fils, Thietmar II, qui lui a succédé dans la marche de l'Est saxonne.